# Мирослав Таньга
Мирослав Таньга (серб. Miroslav Tanjga, нар. 22 липня 1964, Вінковці) — югославський футболіст, що грав на позиції захисника. Виступав за низку югославських і закордонних клубів. Як футболіст — дворазовий чемпіон Югославії та володар Міжконтинентального кубка. По завершенні ігрової кар'єри — сербський тренер. З 2025 року очолює тренерський штаб команди «Воєводина».

## Ігрова кар'єра
У 1984 році Мирослав Таньга розпочав виступи на футбольних полях у складі команди «Динамо» (Вінковці), в якій грав до 1988 року, зігравши 13 матчів чемпіонату. У 1988 році Таньга перейшов до клубу «Воєводина», в якому виступав до 1991 року, та став гравцем основного складу команди, а в сезоні 1988—1989 років став у складі команди чемпіоном Югославії.
У 1991 році футболіст перейшов до одного із найсильніших югославських клубів «Црвена Звезда», в якому в 1991 році став володарем Міжконтинентального кубка, а в сезоні 1991—1992 років удруге за кар'єру став чемпіоном Югославії. У 1992 році югославський захисник перейшов до турецького клубу «Фенербахче», проте ще в цьому ж році став гравцем німецького клубу.«Герта». У 1996 році Таньга перейшов до німецького клубу «Майнц 05», у якому завершив виступи на футбольних полях у 1999 році.

## Кар'єра тренера
Мирослав Таньга розпочав тренерську кар'єру, повернувшись до футболу після тривалої перерви, у 2012 році увійшовши до тренерського штабу клубу національної збірної Сербії, де пропрацював з 2012 по 2014 рік. У 2016 році сербський тренер увійшов до тренерського штабу італійського клубу «Торіно», в якому працював до 2018 року. З 2019 до 2022 Таньга працював у тренерському штабі італійського клубу «Болонья». З 2025 року Мирослав Таньга очолює тренерський штаб сербської команди «Воєводина».

## Титули і досягнення
- Чемпіон Югославії (2):

«Воєводина»: 1988–1989
«Црвена Звезда»: 1991–1992
- Володар Міжконтинентального кубка (1):

«Црвена Звезда»: 1991